# 캐스터 로켓

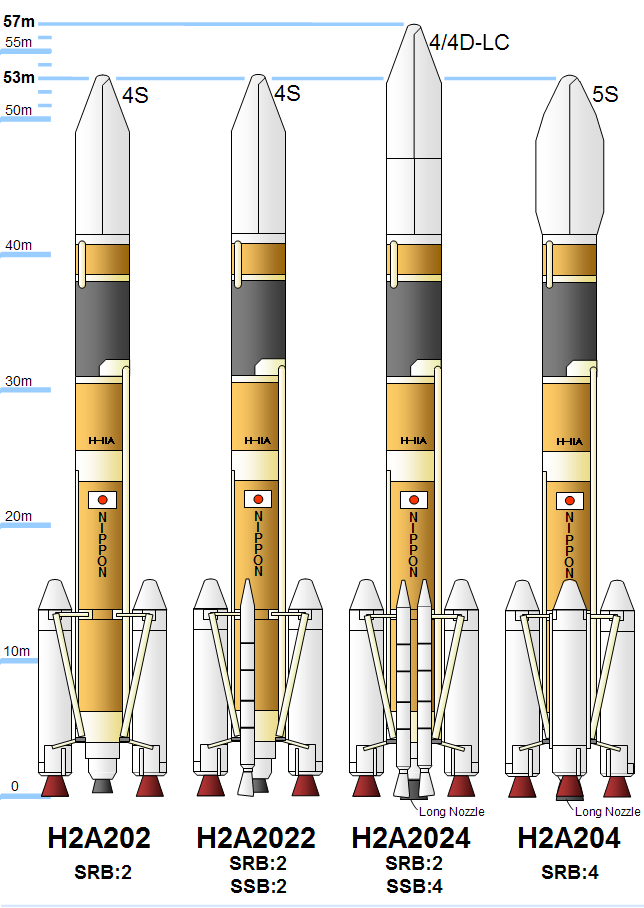
일본 H-IIA 로켓

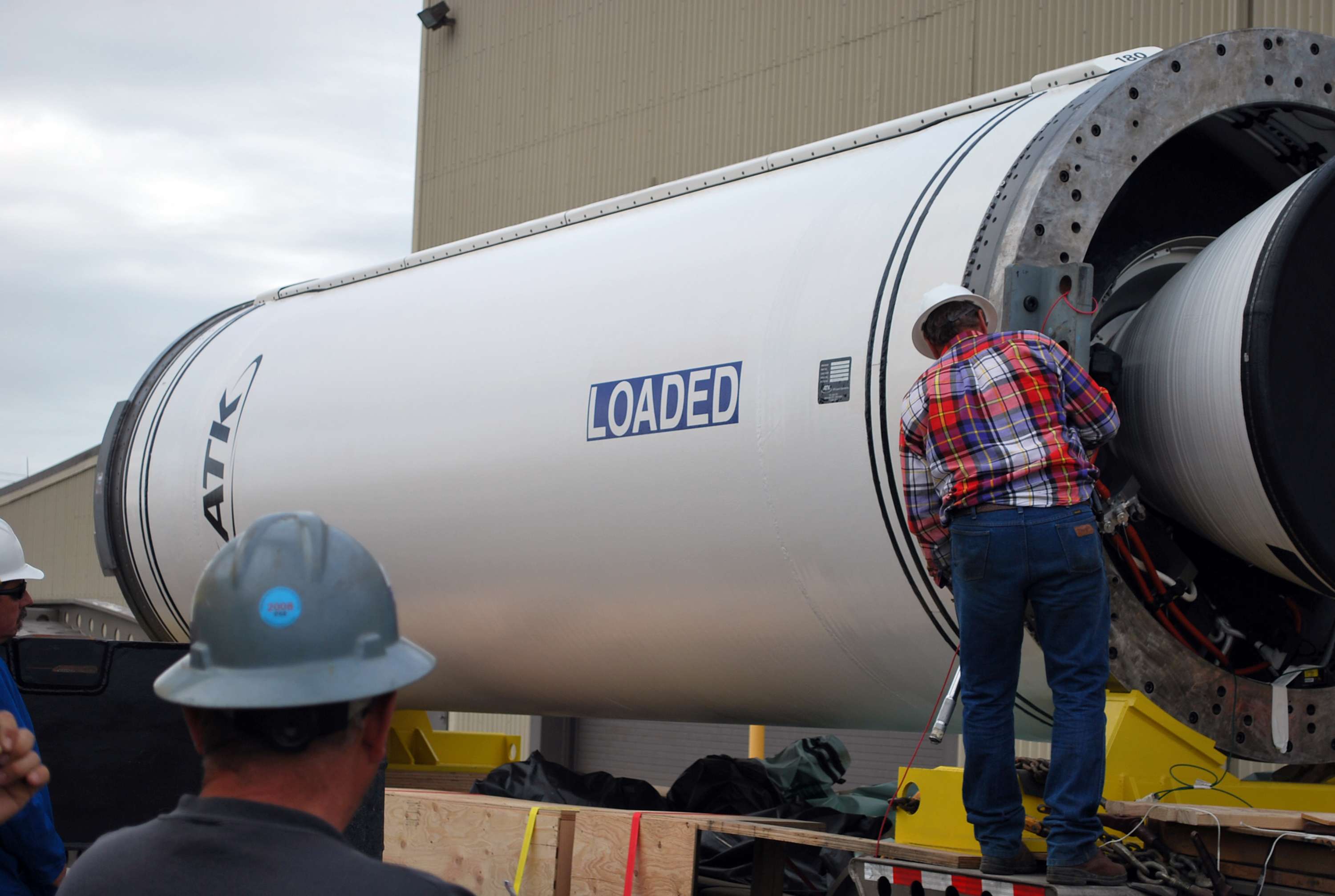
캐스터 120 로켓

캐스터 로켓은 미국 티오콜이 생산하는 고체연료 로켓이다. 현재는 인수합병으로 노스럽 그러먼 계열사로 있다.

## 역사
티오콜의 캐스터 로켓은 MGM-29 서전트 SRBM의 티오콜 고체연료 모터를 기초로 하여 상업용으로 개발된 것이다.
제2차 세계대전이 끝나고, 미국은 독일의 V-2 로켓 기술을 습득했다. 그것으로 개발한 것이 1단 액체연료 SRBM MGM-5 코퍼럴이다. 1954년에 영국에 판매되었고, 1955년 미국에 실전배치되었다. 1962년부터 실전배치된 1단 고체연료 MGM-29 서전트는 MGM-5 코퍼럴 핵미사일을 대체했다. 추력 20톤 고체로켓인 서전트 모터를 개량해서 추력 28톤 고체로켓인 캐스터 1을 만들었다.

## 버전

### 캐스터 1
스카웃 로켓에 사용되었으며, 1960년 9월 2일 최초 발사했다. 스카웃 로켓은 미국의 관측 로켓 겸 소형 인공위성 우주발사체이다. 4단 엔진 모두가 고체로켓으로서, 미국 최초의 완전한 고체연료 우주 발사체이다. 군용은 M33-20-4 이라고 부른다. 현재도 사용중이며, 무게 3.8t, 진공추력 28t급, 진공비추력 247초, 연소시간 27초이다.

### 캐스터 2
스카웃 로켓에 사용되었다. 1965년 최초 발사부터, 1994년 마지막 스카웃 로켓 발사까지 사용되었다. 일본의 N-I, N-II, H-I 로켓 부스터로 사용되었다. N-I은 일본(미국)의 로켓으로, 델타 로켓의 라이선스를 받아 생산한 로켓이다. 일본의 액체연료 기반 중형발사체의 원형이다. 1975년 9월 9일 최초로 발사되었다.

### 캐스터 4
A형과 B형이 있다. 일본 H-IIA 로켓의 1단 옆에 부스터로 2개 또는 4개를 붙인다. 진공추력 40t급, 해면추력 35t급이다.

### 캐스터 120
캐스터 120은 무게 120,000파운드라고 해서 120이라는 이름이 되었다. LGM-118 피스키퍼 ICBM 1단으로 사용되었다. 무게 53t, 진공추력 160t급, 진공비추력 280초, 연소시간 81초이다. 이를 진공추력 220t급으로 개량하고 SR-118이라고 부른다. 일본 IHI 에어로스페이스가 미국 티오콜의 캐스터120(SR-118)을 라이선스 생산하여, 자국 액체연료 기반 중형발사체 H-2A/B와 H-3의 고체부스터(SRB)로 사용함은 물론, 이를 자국 소형 고체발사체 엡실론(엡실론S) 로켓의 1단으로 사용한다.

## 같이 보기
- 안타레스 로켓
- 미노타우르-C